# Yesterday Once More
〈Yesterday Once More〉는 리처드 카펜터와 존 베티스가 작곡한 1973년 음반 《Now & Then》에 수록된 카펜터스의 히트곡이다. 주제적으로 그 노래는 지나간 세대의 노래를 회상하는 것에 관한 것이다. 그것은 가짜 구식 라디오 프로그램에 통합된 1960년대 곡 8개의 커버로 구성된 긴 메들리로 분할된다. 그 작품은 음반의 B-사이드 전체를 차지한다.
이 곡의 싱글 버전은 빌보드 핫 100 차트에서 2위로 정점을 찍었고, 짐 크로치의 〈Bad, Bad Leroy Brown〉이 1위를 지켰다. 이 곡은 이 듀오의 5번째 2위 히트곡으로, 마돈나 다음으로 많은 2위 히트곡을 기록한 아티스트가 되었다. 이 노래는 또한 이지 리스닝 차트 1위를 정점으로 4년 만에 8번째 차트 1위에 올랐다. 그것은 카펜터스의 전 세계에서 가장 많이 팔린 음반이자 영국에서 가장 많이 팔린 싱글로 2위를 정점을 찍었다. 리처드 카펜터는 일본의 한 다큐멘터리에서 자신이 작곡한 모든 곡 중 가장 좋아하는 곡이라고 말했다. 그는 콘서트에서 인스트루멘탈 버전을 연주한 적이 있다.
《캐시박스》에 따르면 1973년 6월 2일 〈Yesterday Once More〉는 71위로 가장 높은 히트곡이었고, 8월 4일까지 1위에 올랐다.

## 노래 구조
〈Yesterday Once More〉는 마장조로 작곡된 발라드로 1950~1960년대 초반 팝 발라드에서 흔히 볼 수 있는 I-vi-IV-V의 50년대 진행이 수록돼 있어 주제와 부합한다. 그것은 한 벌스, 코러스, 포스트 코러스, 그리고 코다 뒤에 이어지는 두 번째 벌스가 있다.

## 반응
《캐시박스》는 "훅이 모든 사람을 기절시킬 것"이라고 말했다.